# Френкель, Сергей Андреевич
Серге́й Андре́евич Фре́нкель (1875 ?, Киев, Российская империя — 13 декабря 1930, Жуан-ле-Пен, Франция) — инженер-электрик, кинопродюсер, кинопрокатчик, переводчик с французского языка.

## Биография
Родился в Киеве в семье евреев, принявших православие двумя поколениями ранее. Отец — киевский банкир и биржевой маклер Андрей Фёдорович Френкель, театральный критик,  журналист, фельетонист, по образованию юрист.
Учился во Второй киевской гимназии в одном классе с будущим политиком и публицистом В. В. Шульгиным, дружбу с которым пронёс от гимназической скамьи до самой смерти в эмиграции, и в Первой гимназии, в которую перешёл в старших классах. Изучил курс права в Киевском Императорском университете святого Владимира, после окончания которого поехал в Бельгию для получения второго высшего образования — по тогдашней моде — технического. Получив диплом инженера-электротехника, прослушав курс социологических наук в Брюсселе, овладев в совершенстве французским языком и завязав знакомства в кругах европейской киноиндустрии (известен фотоснимок Френкеля рядом с прославленным французом комиком Максом Линдером, сделанный в московской конторе братьев Патэ в день приезда звезды в Россию), Сергей Френкель вернулся в Киев с убеждением, что кино является перспективной отраслью индустрии и коммерции. В Киеве он открыл предприятие по устройству электрического освещения в частных домах и на предприятиях города.
В 1906 году Френкель открыл в Киеве кинотеатр «Люкс» на 300 мест и организовал первую в городе кинопрокатную контору. Дело быстро развивалось, и в 1910 году было учреждено акционерное кинематографическое общество «Сергей Андреевич Френкель», имевшее сеть отделений по всей России.
В 1913 году Сергей Френкель возглавил научный отдел московского отделения фирмы «Братья Пате». Был помощником директора этого отделения в 1914—1915 годах. В 1914 году был участником создания киностудии «Люцифер». В 1915 году открыл собственную прокатную контору «Экран». Один из руководителей Профессионального союза работников кино в России. В 1917 году был заместителем председателя «Объединённого киноиздательского общества» (ОКО), членом исполнительного комитета Киносоюза, председательствовал на Всероссийском совещании деятелей кино.
В 1922 году эмигрировал во Францию. Как утверждал он сам, разрешение на выезд из Советской России он лично получал в Москве у А. В. Луначарского, которого знал по совместной учёбе в Первой киевской гимназии. Жил в Париже. Занимался переводами французских поэтов и прозаиков на русский язык (Верлен, Гюго, Золя). Занимался литературной частью постановки фильма «Конец мира» (1930, режиссёр Абель Ганс).
В 1926 году стал случайной жертвой террористической атаки анархистов в городке Жуан-ле-Пен — в кафе, где как раз собрались на встречу несколько семей русских эмигрантов, была брошена бомба. Получил тяжёлые повреждения головы. Это ранение предопределило его преждевременную кончину в 1930 году. Известно, что  в 1929 году С. А. Френкель выступал на вечере Союза молодых поэтов и писателей в Студенческом клубе при Русском студенческом христианском движении (РСХД), читал произведения П. Верлена, рассказывал о его творчестве.
Похоронен на местном кладбище городка Жуан-ле-Пен, департамент Приморские Альпы.
Материалы С. А. Френкеля хранятся в РГАЛИ.

## Семья
Жена — Нина Михайловна Френкель (урождённая Кружкол). Дочери — Юлия Сергеевна Френкель, биолог; Ольга Сергеевна Вакар (1905—1984), геолог (была замужем за полярным геологом В. А. Вакаром).

## Сочинения
- Акционерное учредительное собрание «С. А. Френкель». Доклад учредителя Акционерного кинематографического общества «Сергей Андреевич Френкель» общему собранию акционеров. К., 1910;
- Ближайшие задачи синематографии // Сине-фоно (Москва). — 1910. — № 1. — 1 октября. — С. 6;
- Нормативные правила по устройству, содержанию театров кинематографов и хранению целлулоидных для них лент. М., 1911.

## Фильмография
1. 1910 — «Три кохання в мішках»
2. 1910 — «Конец мира» / Le Fin Du Monde (Франция)